# 447
447 (CDXLVII na numeração romana) foi um ano comum do século V do Calendário Juliano, da Era de Cristo, teve início a uma quarta-feira  e terminou também a uma quarta-feira, a sua letra dominical foi E (52 semanas). Segundo o horóscopo chinês, foi o ano do Porco.
| Ano completo                        |
| ----------------------------------- |
| Ano comum com início à quarta-feira |

## Mortes
- Clódio, rei semi-lendário dos francos salianos da dinastia merovíngia (ou † 449)